# Парламентарни избори у Русији 2007.
Парламентарни избори у Русији 2007. су одржани 2. децембра 2007.
Побједу је однела Јединствена Русија Владимира Путина, која је освојила двотрећинску већину мандата у Думи.

## Резултати
| Бр.              | Бр.              | Партија                               | Гласови    | %      | Мандати |
| ---------------- | ---------------- | ------------------------------------- | ---------- | ------ | ------- |
|                  | 1.               | Јединствена Русија                    | 44.714.241 | 64,30  | 315     |
|                  | 2.               | Комунистичка партија Руске Федерације | 8.046.886  | 11,57  | 57      |
|                  | 3.               | Либерално-демократска партија Русије  | 5.660.823  | 8,14   | 40      |
|                  | 4.               | Праведна Русија                       | 5.383.639  | 7,74   | 38      |
|                  |                  |                                       |            |        |         |
|                  | 5.               | Аграрна партија Русије                | 1.600.234  | 2,30   | 0       |
|                  | 6.               | Јаблоко                               | 1.108.985  | 1,59   | 0       |
|                  | 7.               | Грађанска сила Русије                 | 733 604    | 1,05   | 0       |
|                  | 8.               | Савез десних снага                    | 669.444    | 0,96   | 0       |
|                  | 9.               | Патриоти Русије                       | 615.417    | 0,89   | 0       |
|                  | 10.              | ПСС                                   | 154.083    | 0,22   | 0       |
|                  | 11.              | ДПР                                   | 89.780     | 0,13   | 0       |
| Неважећи листићи | Неважећи листићи | Неважећи листићи                      | 759.929    | 1,11   | —       |
| Укупно (59%)     | Укупно (59%)     | Укупно (59%)                          | 69 537 065 | 100,00 | 450     |